# Walter Owen Bentley
Pour les articles homonymes, voir Bentley.
Walter Owen Bentley, plus connu sous la forme W. O. Bentley, né le 16 septembre 1888 à Hampstead et mort le 11 août 1971 à Woking, est un ingénieur-industriel britannique, cofondateur de la marque automobile Bentley en 1919.

## Biographie
W. O. Bentley est né en 1888 dans une famille aisée de Londres. Élève du Clifton College de Bristol, il se passionne très tôt pour la mécanique, et entre en apprentissage dès l'âge de 16 ans à la compagnie ferroviaire britannique Great Northern Railway, avant de poursuivre ses études d'ingénieur au King's College de Londres. Il se passionne pour la compétition en temps que pilote de motos, et pour ses premières automobiles, une Riley suivie d’une Française Sizaire-Naudin,.
En 1912, il dirige avec son frère Horace Millner Bentley, un garage-concession « Bentley & Bentley » de voitures françaises DFP (Doriot, Flandrin & Parant). Il prépare ses voitures de sport avec des pistons en aluminium, qu'il engage avec succès dans des courses automobiles. 
Durant la Première Guerre mondiale, il fabrique des moteurs d'avions Bentley Rotary Bentley BR1 (en) et Bentley BR2 (en) pour l'industrie militaire aéronavale Humber-Bentley de la Royal Navy, en modifiant des moteurs rotatifs Clerget 9B (en) Clerget-Blin du français Pierre Clerget, qu’il améliore avec ses pistons en aluminium.

## Bentley Motors
Il co-fonde sa propre industrie automobile de prestige Bentley Motors, le 18 janvier 1919, à l'âge de 31 ans, dans un modeste atelier du quartier Cricklewood de Londres, avec pour principe fondateur de construire « une voiture belle et rapide, la meilleure de sa catégorie ».  

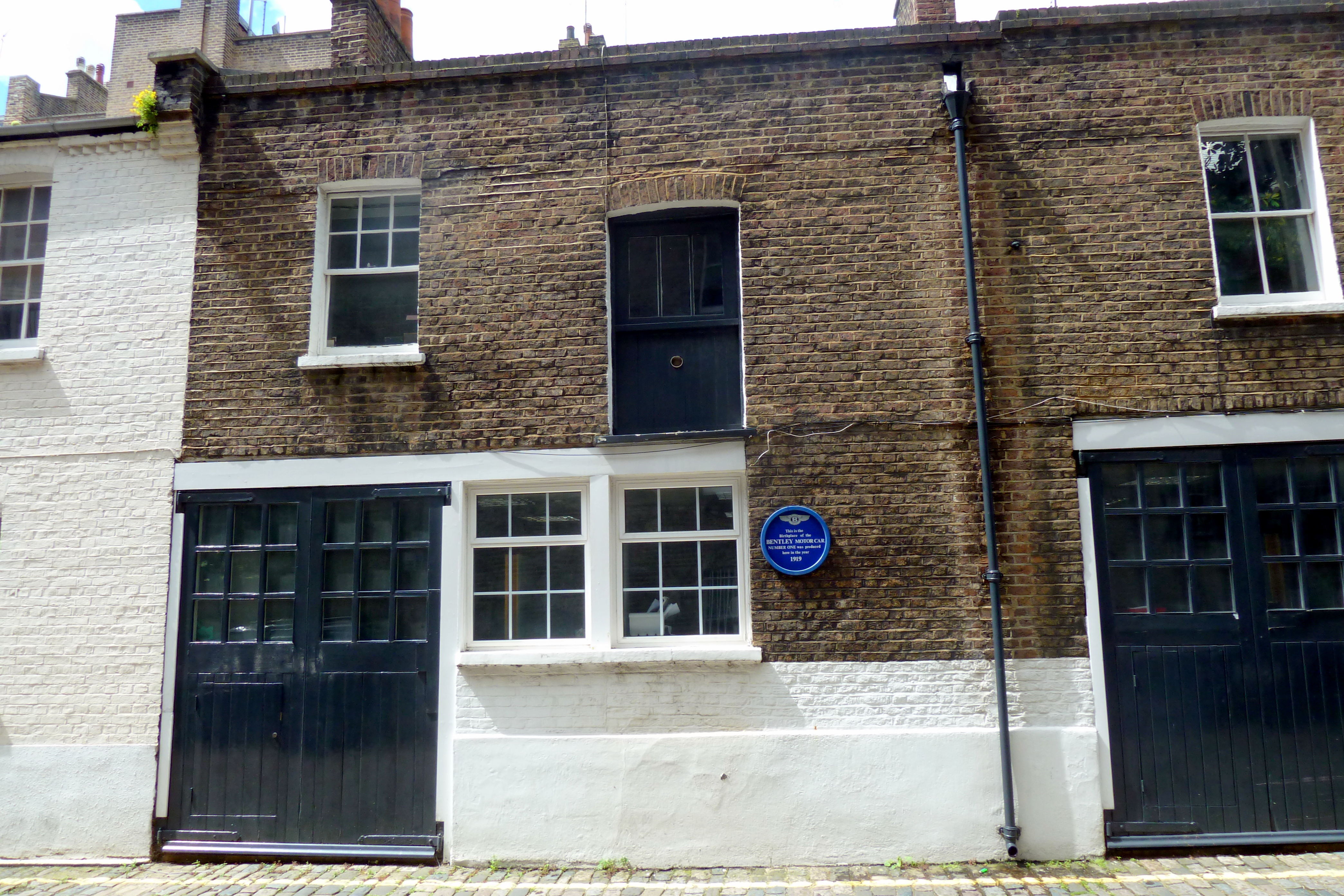
Bentley de Cricklewood à Londres en 1919
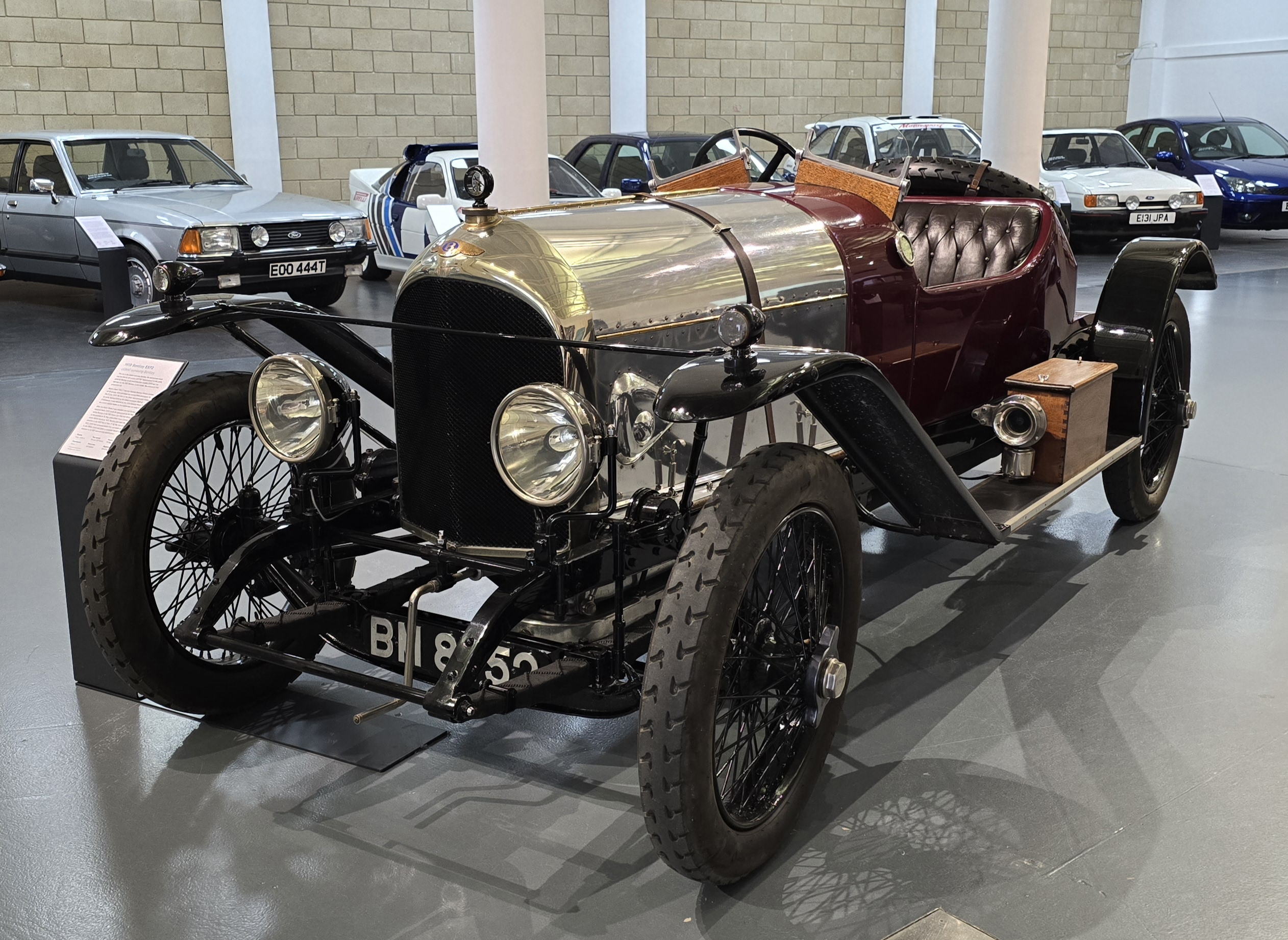
Bentley EXP2 (1919)
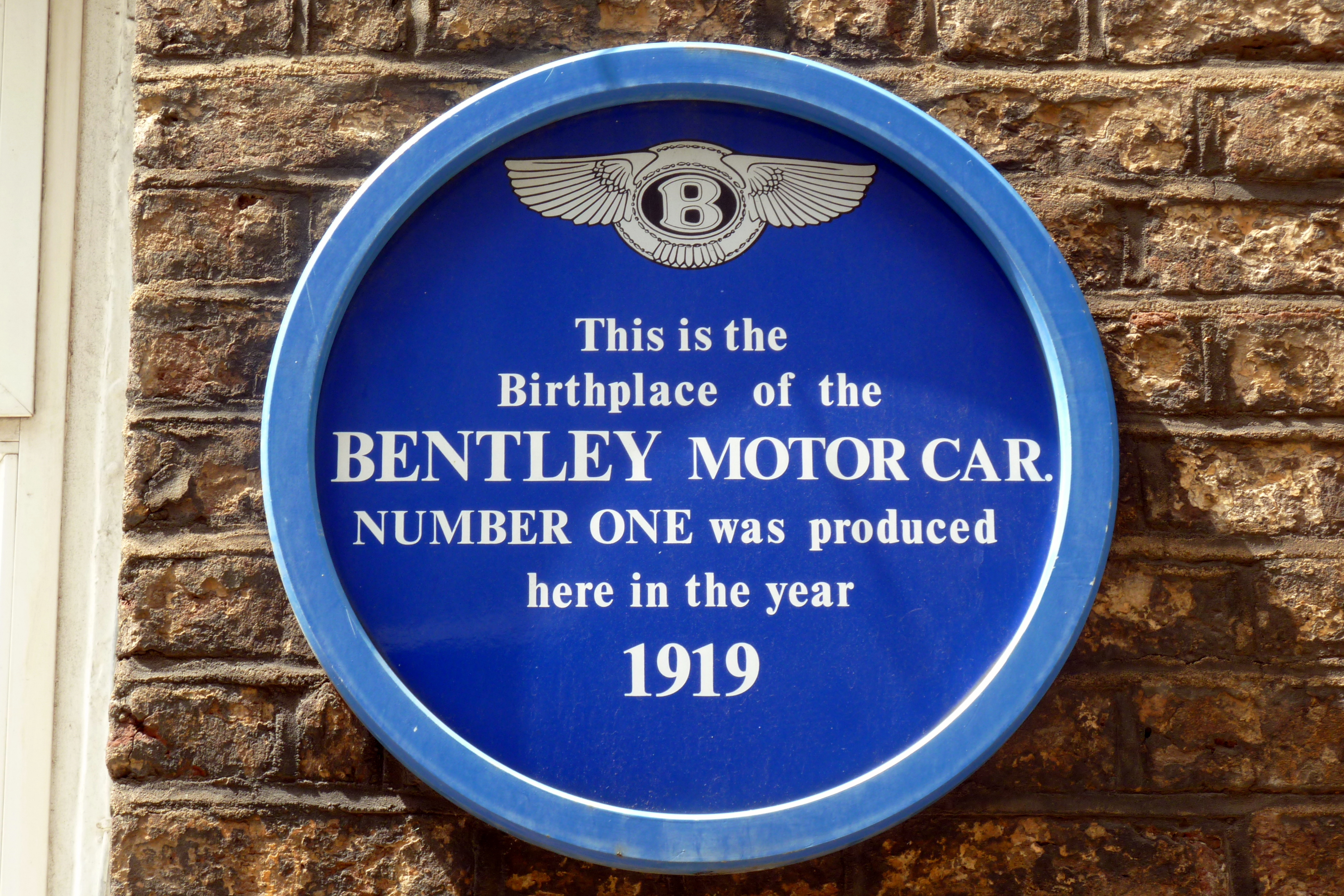
Plaque de commémoration

Il présente avec succès sa première voiture de sport expérimentale Bentley EXP2 (avec son emblématique Winged B) au salon de l'automobile de Londres 1919, suivie de sa première Bentley 3 Litre de série de 1921. Ce modèle est décliné entre autres en divers versions de prestige Bentley 6½ Litre (1926), Bentley 4½ Litre (1927), Bentley 8 Litre (1930), et Bentley 4 Litre (1931), vendus à plus de 3000 exemplaires, avec un important palmarès de victoires historiques des 24 Heures du Mans des Bentley Boys de sa Team Bentley.

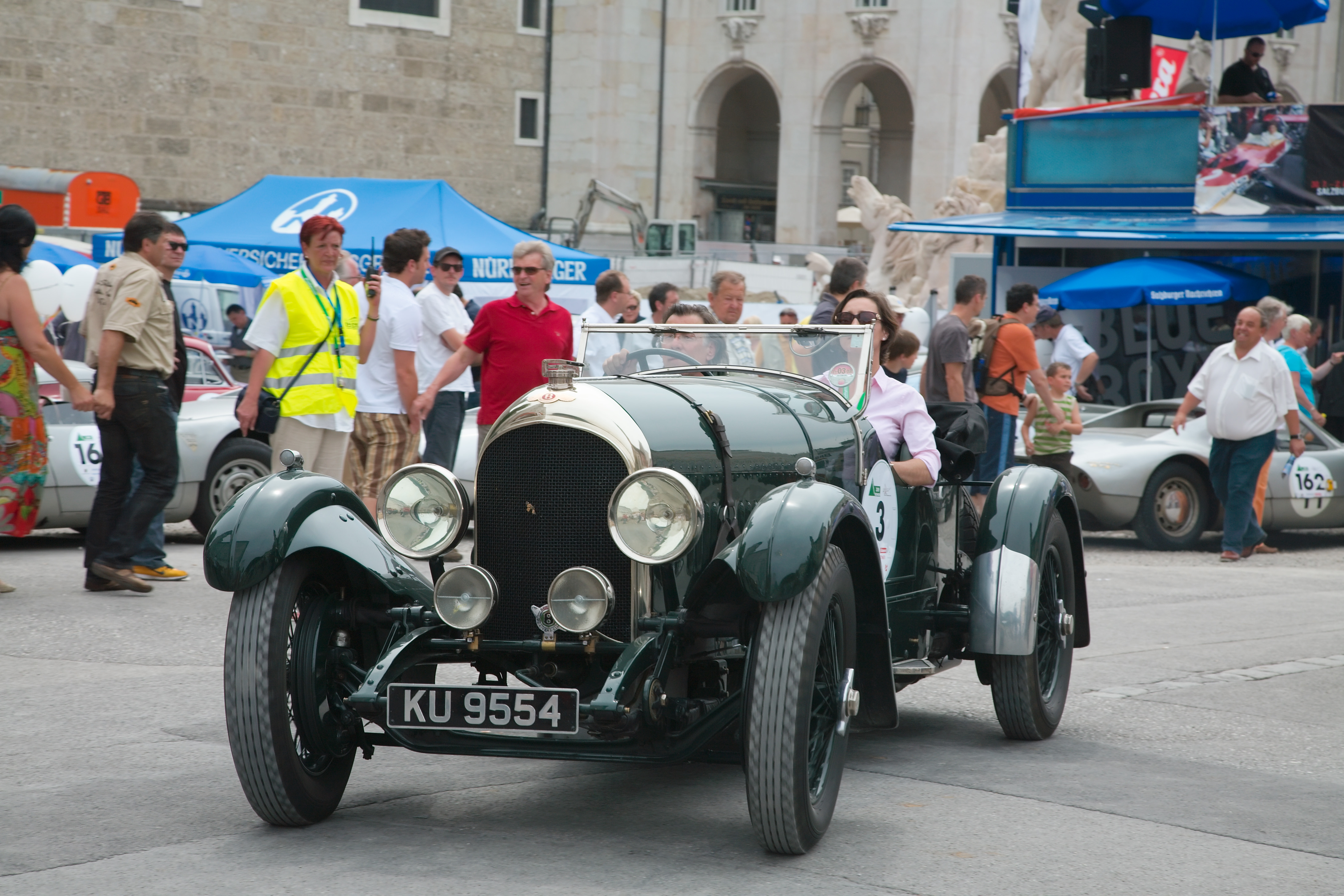
Bentley 3 Litre (1919)
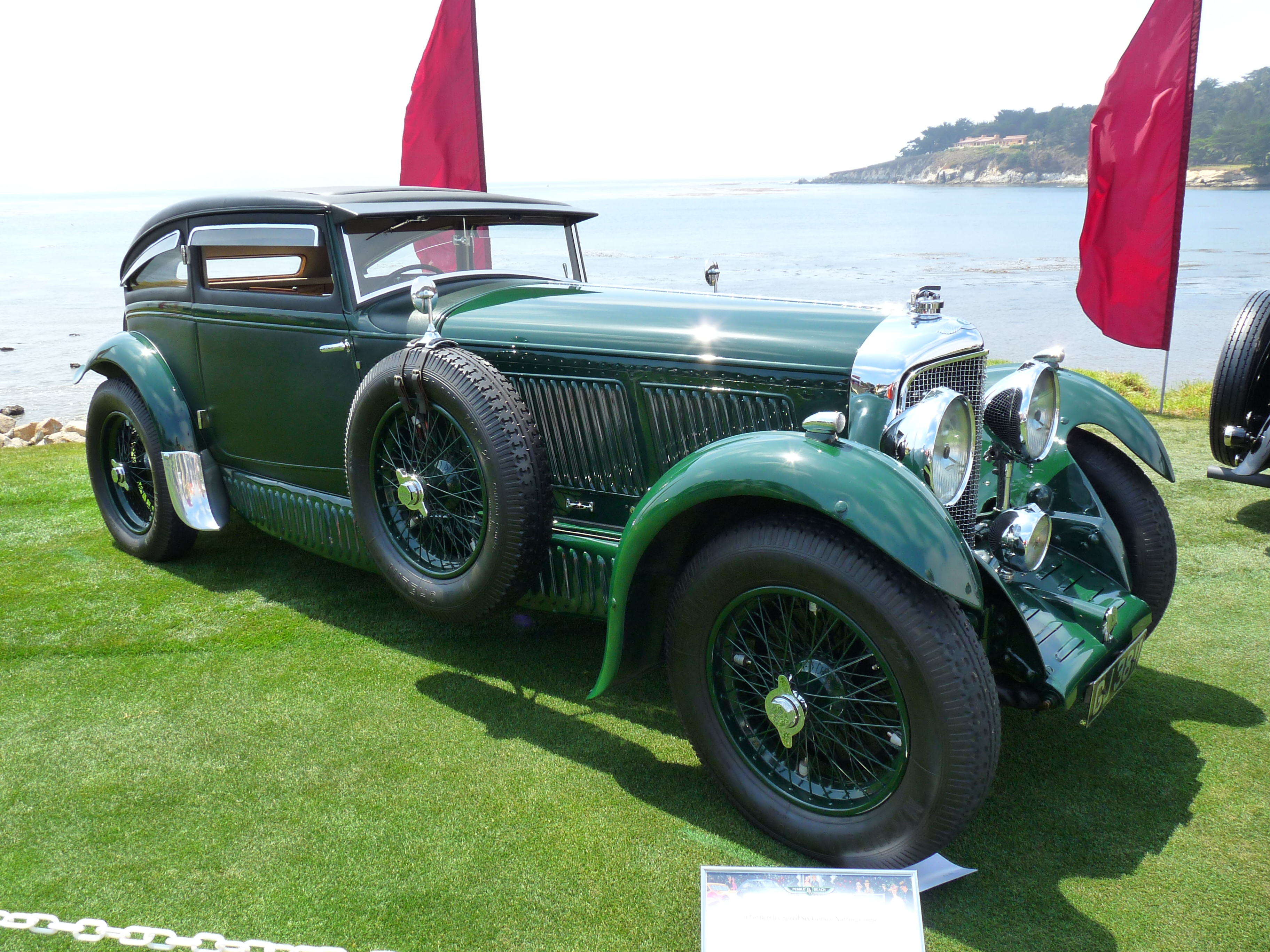
Bentley 6½ Litre (1926)
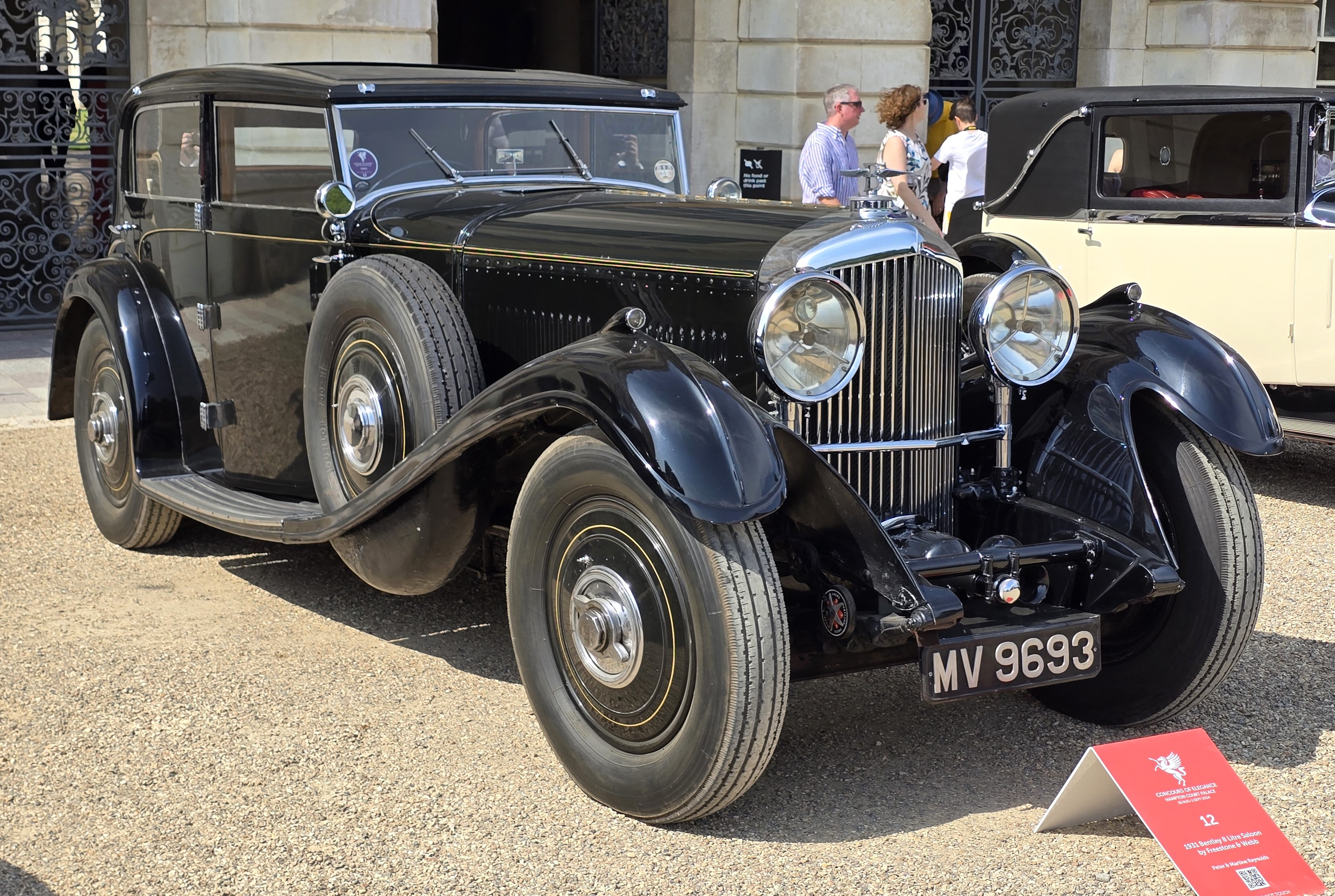
Bentley 8 Litre (1930)

## Aston Martin-Lagonda
Bentley est acquis par son grand rival Rolls-Royces d'Henry Royce, suite à faillite financière et liquidation judiciaire en 1931. W. O.  intègre alors Lagonda en temps que directeur technique pour créer la Lagonda V12 de 1938.

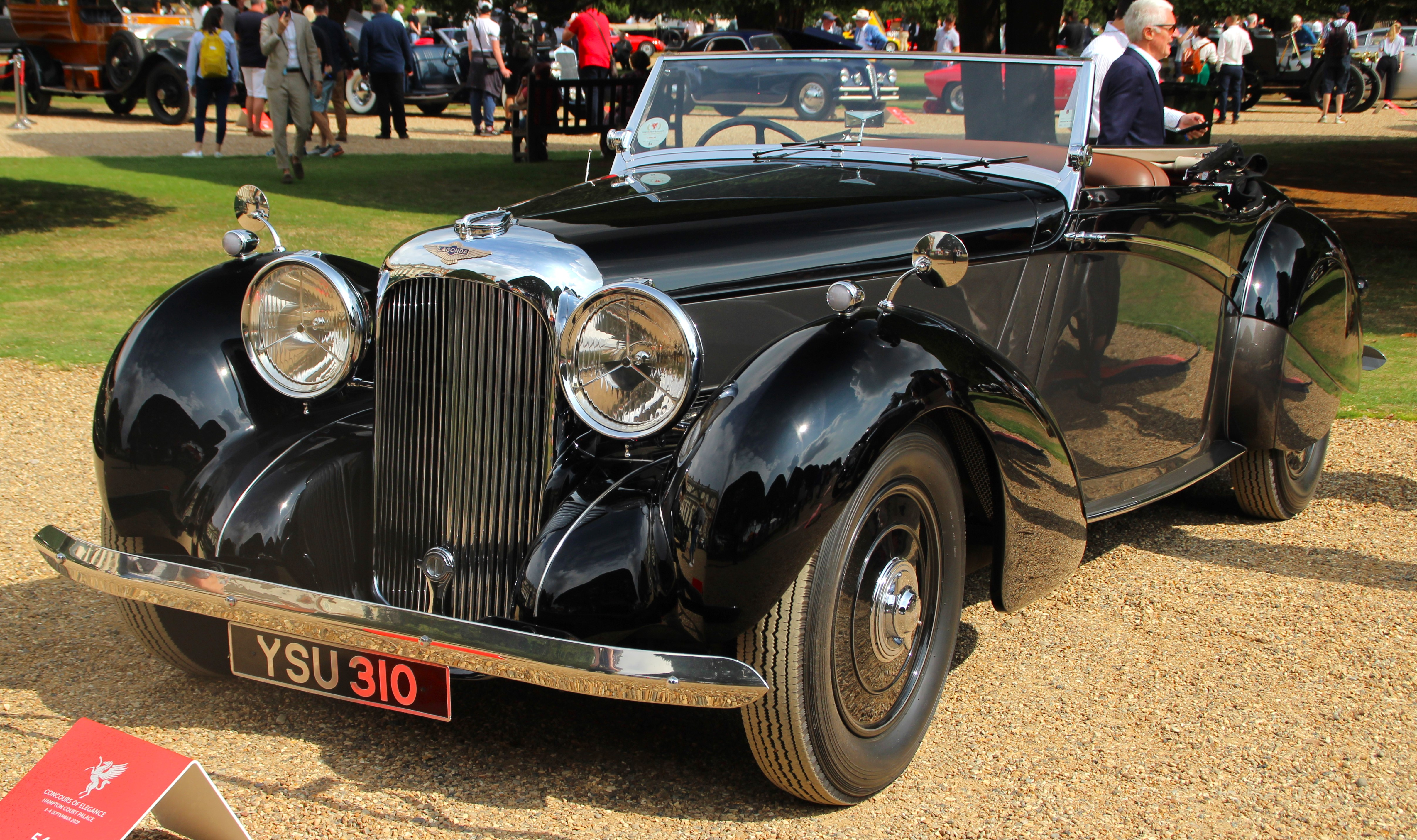
Lagonda V12 (1938)
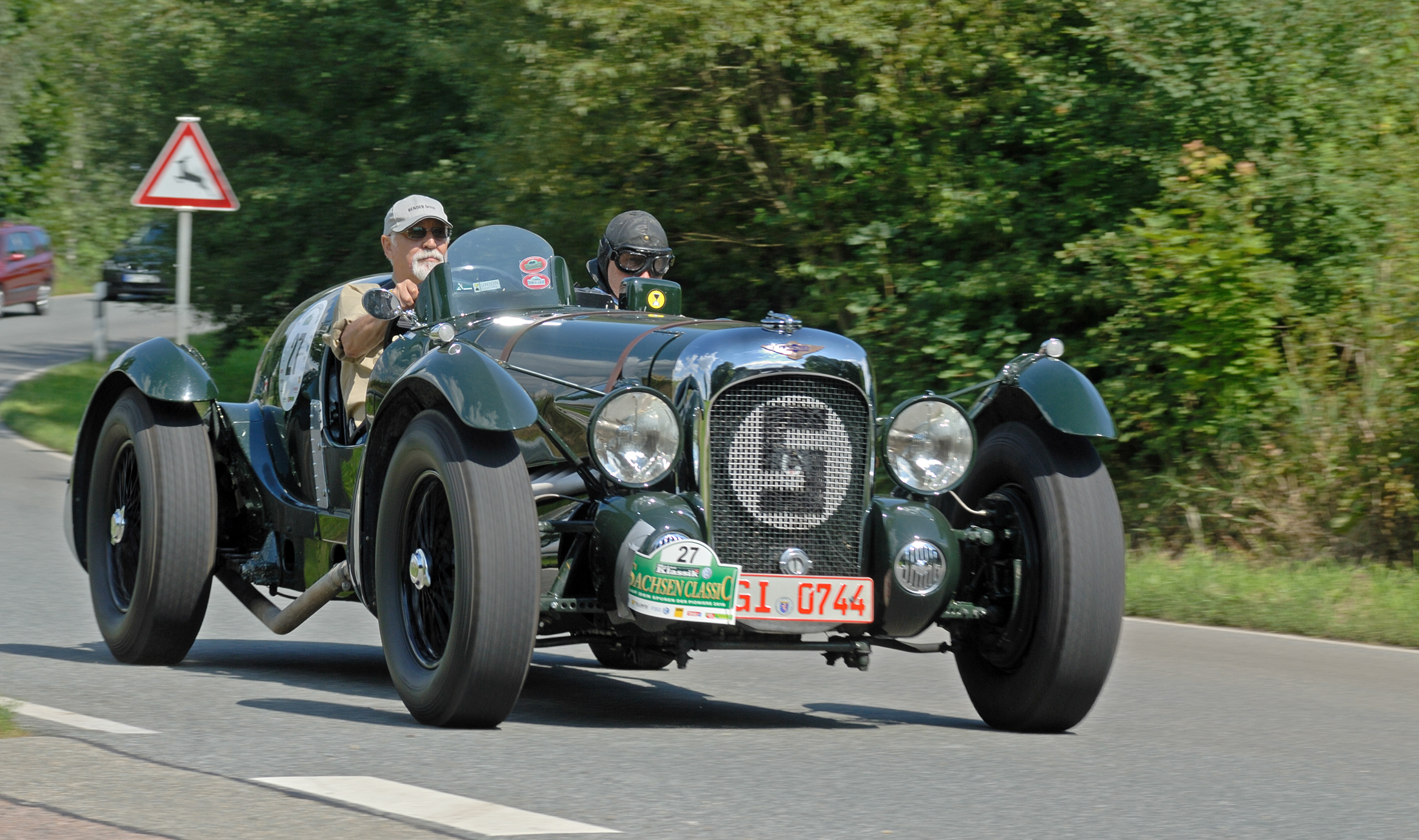
Lagonda V12 « Le Mans » (3e des 24 Heures du Mans 1939)
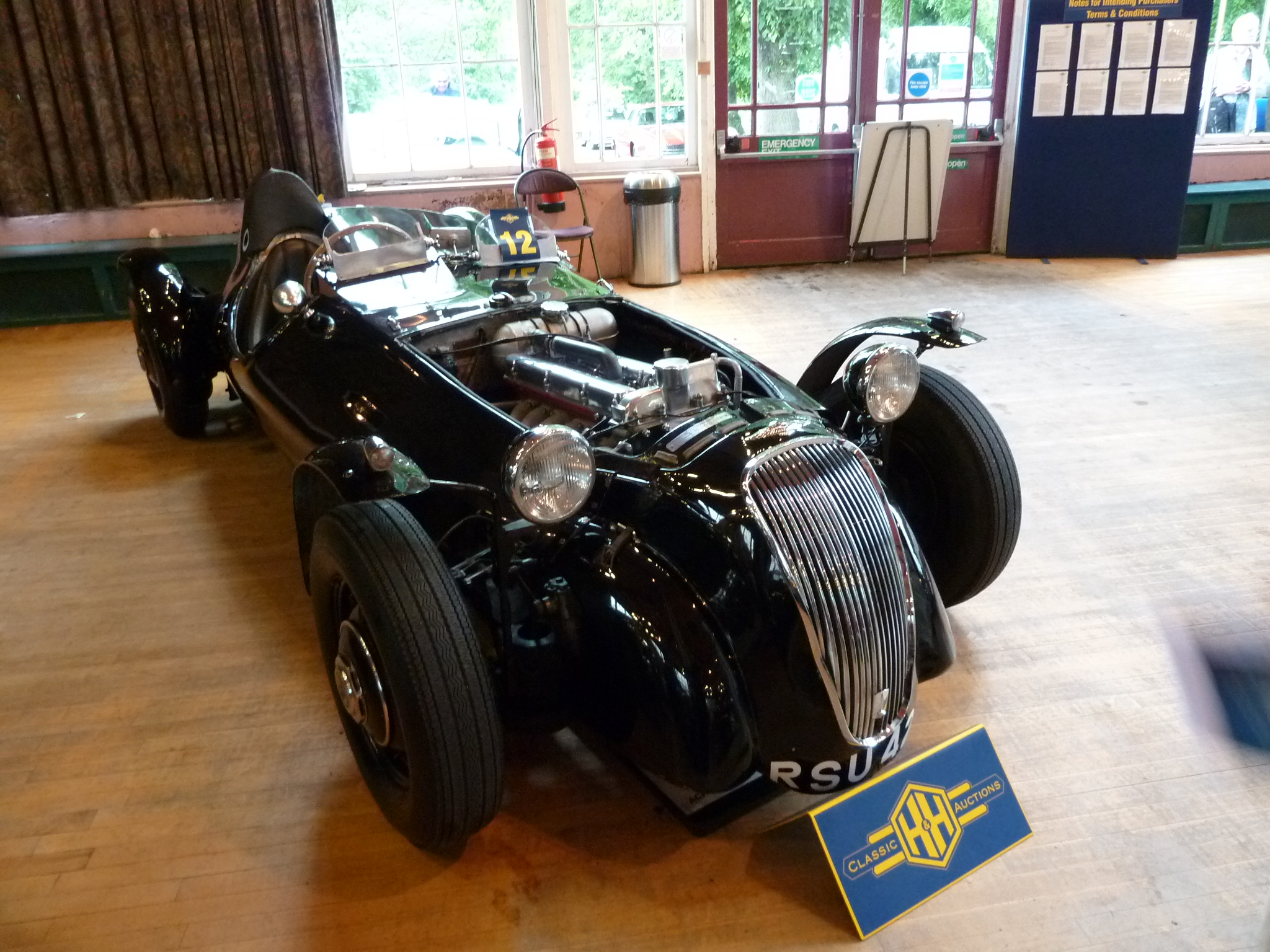
Lagonda LBS EX1 (1947)
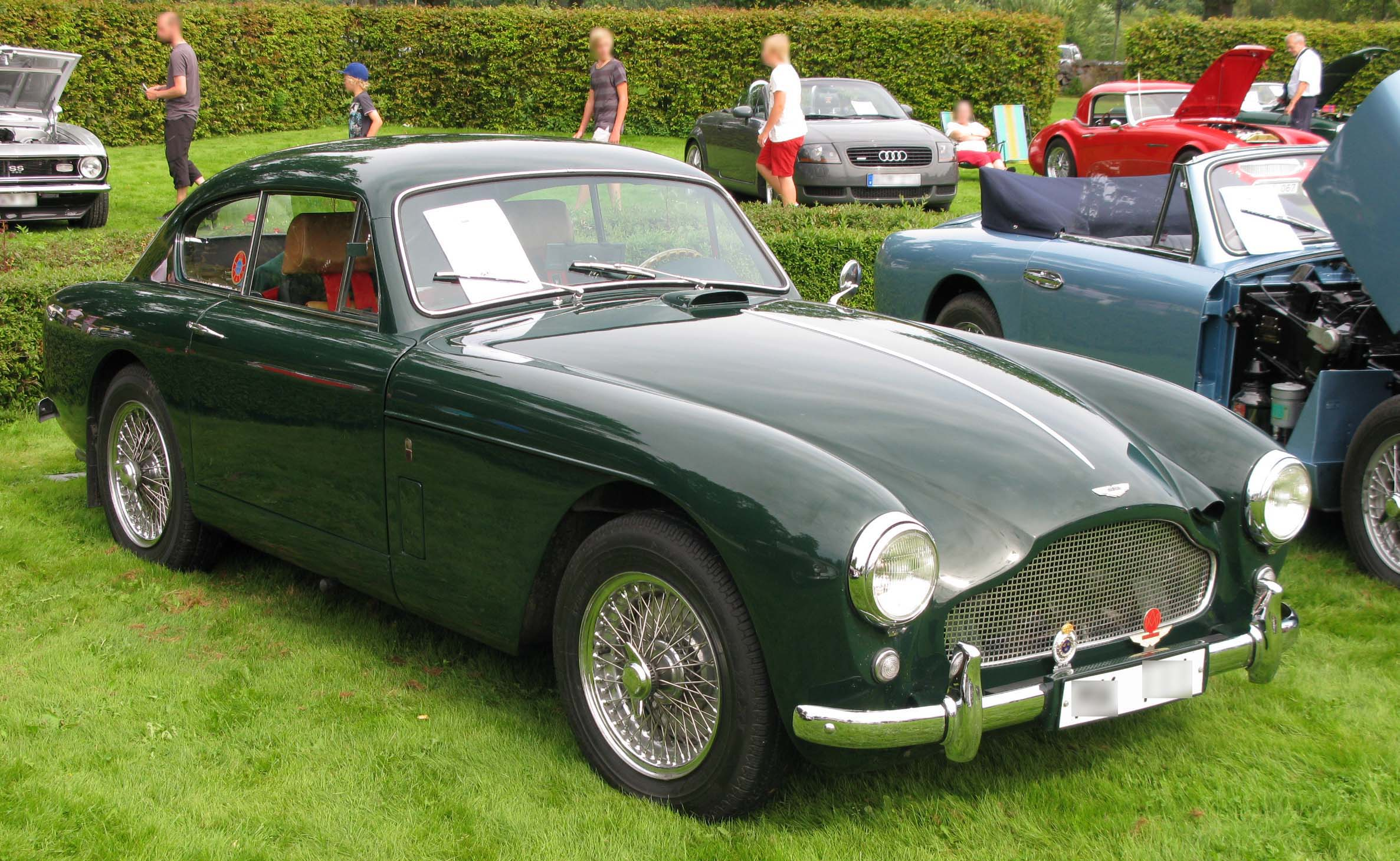
Aston Martin DB Mark III (1957)

Il participe à nouveau à la construction d’avions durant la Seconde Guerre mondiale, puis retourne chez Lagonda une fois la paix revenue, où il crée un moteur 6 cylindres en ligne double arbre à cames en tête de Lagonda 2.6-Litre, avec l'aide de l'ingénieur Willie Watson. Ce moteur sera utilisé sur toutes les Lagonda, puis Aston Martin (suite à fusion-acquisition en 1947)
DB1, DB2, DB2/4, DB3, jusqu’au lancement des DB4 de 1958. 
Walter Bentley poursuit sa carrière en 1959 chez Armstrong Siddeley (acquise à son tour par Rolls-Royces en 1960) pour concevoir un nouveau moteur, qui sera jugé trop couteux à fabriquer. Il prend alors sa retraite, avec sa troisième épouse Margaret, en temps que président jusqu'à la fin de sa vie du « Bentley Driver’s Club » avant de disparaitre dans sa maison de Woking à l'âge de 82 ans en 1971. 

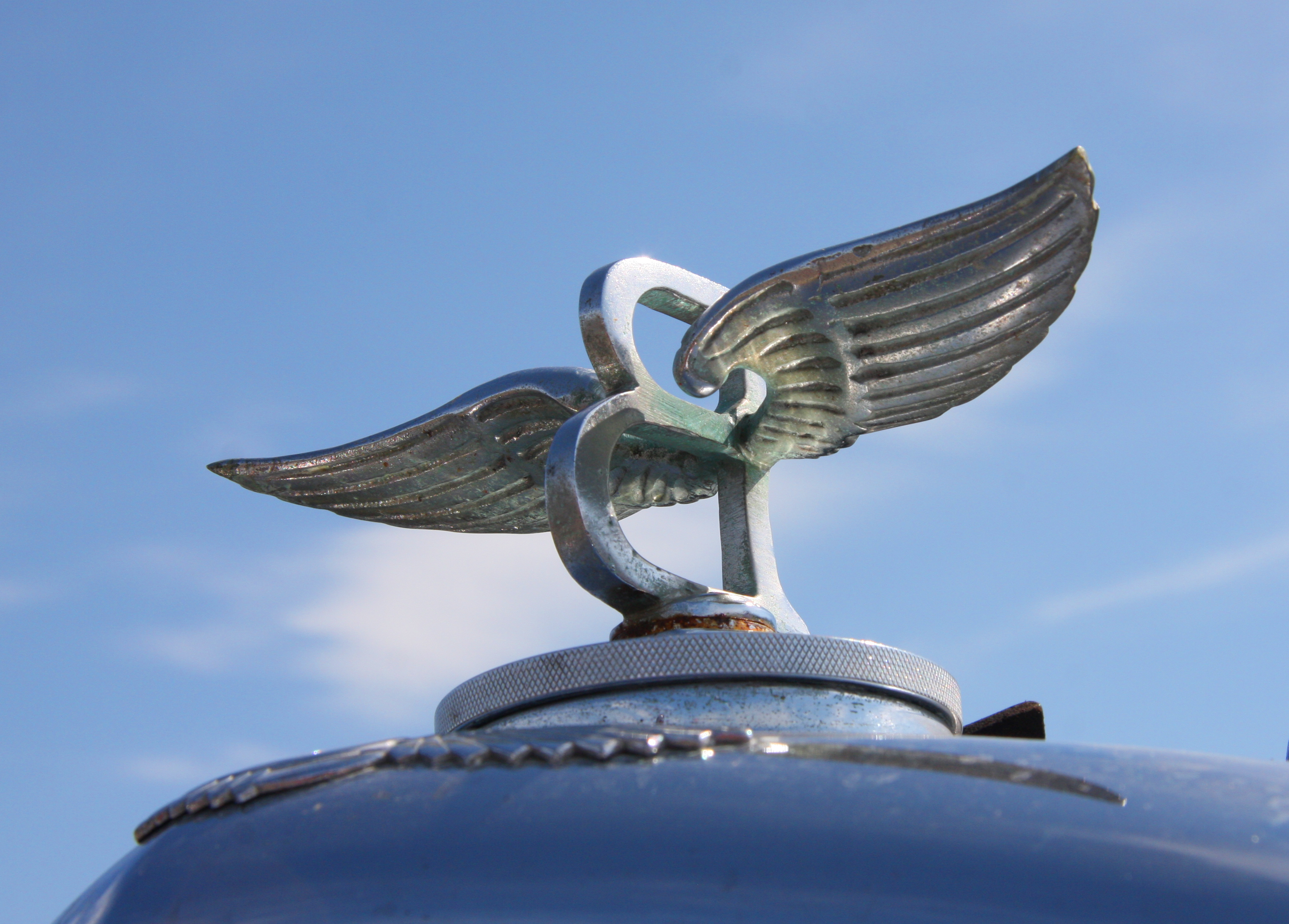
Winged B de 1919.

## Distinctions
Il est décoré de l'ordre de l'Empire britannique (MBE), président du « Bentley Driver’s Club » et intronisé au Temple de la renommée de l'automobile en 1995. 